# Simplesite
La simplesite è un minerale, un arseniato idrato di ferro.
Il nome deriva dal greco σὐν = con e πλησιὰζειν = associarsi, mettersi insieme, poiché la si ritrova con molti altri minerali
Fu descritta per la prima volta da Johann Friedrich August Breithaupt (1791-1873), mineralogista sassone, nel 1837.

## Abito cristallino
I cristalli sono in genere prismi o tabulari, allungati e appiattiti

## Origine e giacitura
La genesi è secondaria, prettamente delle zone di alterazione dei giacimenti a solfuri di cobalto e nichel. Ha paragenesi con farmacosiderite, eritrite, annabergite, scorodite, limonite.

## Forma in cui si presenta in natura
Si presenta in cristalli, in aggregati sferoidali fibroso-raggiati e in aggregati terrosi in venette dello spessore di 2 mm.

## Caratteri fisico-chimici
È solubile negli acidi. Non fonde alla fiamma ma annerisce e diventa magnetica. Va pulita con acqua distillata.

## Località di ritrovamento
A Bad Lobenstein, in Turingia e a Neustedtel, in Sassonia; a Lölling, in Austria; a Baia Sprie, in Romania.
In Italia si rinviene con limonite nella miniera di Riu Planu is Castangias, nel comune di Gonnosfanadiga, in provincia di Cagliari.